# Hapesong Lama
Hapesong Lama is een bestuurslaag in het regentschap Tapanuli Selatan van de provincie Noord-Sumatra, Indonesië. Hapesong Lama telt 1019 inwoners (volkstelling 2010).